# Cefoxitina
Cefoxitina é um antibiótico de segunda geração, do grupo cefamicina desenvolvido pela Merck & Co., Inc. a partir da cefamicina C no ano seguinte à sua descoberta, 1972. Foi sintetizado para criar um antibiótico com um espectro mais amplo. É frequentemente agrupado com as cefalosporinas de segunda geração.
A Cefoxitina é uma substância utilizada como medicamento pertencente ao grupo e sub-grupos:
- Medicamentos anti-infecciosos
  - Antibacterianos
    - Cefalosporinas
      - Cefalosporinas de 2ª. geração

Trata-se de uma cefalosporina de 2ª geração. Como todas as cefalosporinas é um antibiótico beta-lactâmico.

## Indicações
A Cefoxitina está indicada nas infecções abdominais e profilaxia em cirurgia cólon-retal porque apresenta boa atividade contra bactérias gram - e anaeróbios da flora intestinal incluindo Bacteroides. É usada com uma certa frequência em cesarianas e em infecções gonorreicas.

## Reações adversas
- Aparelho digestivo – náuseas, vómitos e diarreia sobretudo com doses elevadas.
- Sangue – eosinofilia, agranulocitose e trombocitopenia ocorrem raramente.
- Fígado - alterações das enzimas hepáticas e icterícia colestática (raro).
- hipersensibilidade - pode provocar reações de hipersensibilidade caracterizadas geralmente por erupções cutâneas, urticária, prurido, artralgias e por vezes, embora raramente, reações anafilácticas.

Nota: Cerca de 10% dos doentes com hipersensibilidade às penicilinas desenvolvem também reações de hipersensibilidade às cefalosporinas.
- Hemorragias - as cefalosporinas que na sua fórmula molecular contêm o grupo químico tetrazoltiometil aumentam o risco de desenvolvimento de efeitos hemorrágicos (hipoprotrombinemia) e reacções tipo dissulfiram.

## Contra-indicações e precauções
- em doentes com história de hipersensibilidade às penicilinas.
- em doentes com insuficiência renal, deve ser reduzida a posologia.
- a Cefoxitina, interfere com alguns métodos de medição da creatinina, podendo aparecer valores mais elevados que não são reais.

## Interações
Não deve ser administrada concomitantemente com probenecida porque esta substância inibe competitivamente a secreção tubular das cefalosporinas, podendo causar um aumento significativo das suas concentrações séricas.

## Farmacocinética
- A Cefoxitina pode ser eliminada em parte através de hemodiálise.
- A Cefoxitina aparece em pequenas doses no leite materno.

## Excreção
A Cefoxitina é eliminada pela urina. (Cerca de 85% sobre a forma intacta de Cefoxitina)

## Classificação
- MSRM
- ATC - J01DA05
- CAS -
  - Cefoxitina - 35607-66-0
  - Cefoxitina sódica - 33564-30-6

## Fórmula molecular
C16H16N3NaO7S2

## Nomes comerciais
| NOME DO MEDICAMENTO | PAÍSES ONDE É COMERCIALIZADO |
| Mefoxin             | África do Sul, Argentina, Austrália, Bélgica, Brasil, Canadá, Estados Unidos da América, Finlândia, França, Hong Kong, Inglaterra, Itália, Países Baixos, Nova Zelândia, Portugal |
| Cefociclin          | Itália |
| Cefoxan             | Brasil |
| Cefoxin             | Brasil, Tailândia |
| Cefton              | Brasil |
| Cefxitin            | Tailândia |
| Destrepen           | Grécia |
| Foxtil              | Brasil |
| Metaptyl            | Grécia |
| Mefoxil             | Grécia |
| Mefoxitin           | Áustria, Alemanha, Espanha, Noruega, Suécia, Suíça |
| Pluricefo           | Argentina |
| Propoten            | Brasil |
| Tifox               | Itália |